# Нуров, Магомед Нурович
Магомед Нурович Нуров (18 сентября 2002) — российский и узбекистанский борец вольного стиля. Чемпион Узбекистана.  

## Спортивная карьера
Является воспитанником ростовской СШОР № 35, где занимался под руководством Юсупа Сулейманова. В октябре 2021 года в Краснодаре на Всероссийских соревнованиях среди юниоров до 21 года, памяти Бесика Кудухова стал бронзовым призёром. 27 марта 2022 года в Каспийске завоевал бронзовую медаль Первенства России среди юниоров. 28 сентября 2022 года в Ханты-Мансийске на Первенстве России среди борцов до 23 лет, в схватке за бронзовую медаль проиграл Руслану Черткоеву из Северной Осетии, заняв в итоге 5 место. В декабре 2022 года принимал участие в международном турнире, который прошёл в Хасавюрте. 16 сентября 2023 года в Наро-Фоминске выиграл Первенство России среди борцов до 23 лет, его соперник по финалу Салман Хидиров из Москвы не вышел из-за травмы. 31 января 2024 года ему было присвоено звание мастер спорта России. 17 августа 2024 года в станице Преградной Карачаево-Черкесии, победив в схватке за 3 место Камила Абдулкадирова из Дагестана, завоевал бронзовую медаль Первенства России среди борцов до 23 лет. В сентябре 2024 года в Минске, дошёл до финала Международного турнира памяти Александра Медведя, в котором уступил Арсению Джиоеву из Азербайджана. 2 октября 2024 года во Владикавказе, одолев в финале Малика Шаваева из Крыма, выиграл международный турнир имени братьев Хадарцевых. 15 ноября 2024 года в Хасавюрте, победив в финале иранца Мохаммада Хоссейна Норузяна, выиграл Международный турнир памяти Шамиля Умаханова. 22 ноября 2024 года, победив в финале у Ходжиакбара Абдукаххорова, стал чемпионом Узбекистана.

## Спортивные результаты
- Первенство России по борьбе среди юниоров 2022 — ;
- Первенство России по борьбе U23 2023 — ;
- Чемпионат Узбекистана по вольной борьбе 2024 — ;